# ديف كروكس
ديف كروكس هو سياسي أمريكي، ولد في 13 ديسمبر 1963 في سوليفان في الولايات المتحدة. نشط حزبياً في الحزب الديمقراطي. وقد انتخب عضو مجلس نواب إنديانا ‏.